# Aksiom neprekidnosti
Aksiom neprekidnosti, odnosno Dedekindov aksiom, matematički aksiom. Nosi ime po njemačkom matematičaru Juliusu Wilhelmu Richardu Dedekindu.
Ako je S neprazan podskup realnih brojeva, ograničen odozgo, onda S ima supremum u R. Ako je taj skup S ograničen odozdo, onda infimum u R. Za realne brojeve vrijedi svih 14 aksioma skupa Q i aksiom neprekidnosti.